# Fogskum

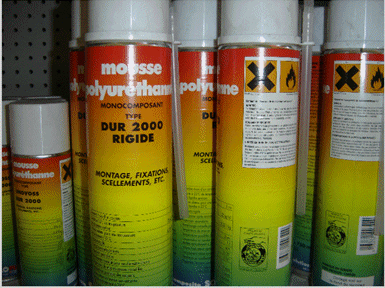
Sprayburkar med fogskum

Fogskum är en utfyllnadsmassa av expanderad skumplast. Det är tillverkat av polyuretan som bland annat används för att täta värmeläckage mellan olika delar i byggnader. Fogskummet kommer till användning vid montage av till exempel dörrkarmar och fönsterkarmar eller syll med flera konstruktionsdetaljer.
Fogskum levereras på sprejburk som utvidgar sig samt stelnar vid applicering för att slutligen anta en struktur som närmast kan liknas vid frigolit. Slutprodukten är i sig inte speciellt stark, men dess vidhäftningsförmåga är bra. Fogskum är svår att avlägsna annat än på mekanisk väg. Polyuretan avger hälsovådliga isocyanater som utgör ett arbetsmiljöproblem för bland annat byggarbetare. Vid användande eller applicering av fogskum i yrkesmässigt bruk rekommenderas användning av skyddsmask och handskar. Polyuretan reagerar med fukt. Det kan därför lämpa sig att fukta ytor som skall appliceras med vatten. Vattenspraya underlaget och även på nylagd fog för bättre vidhäftning och effektivare härdning.